# Giudizio di Paride

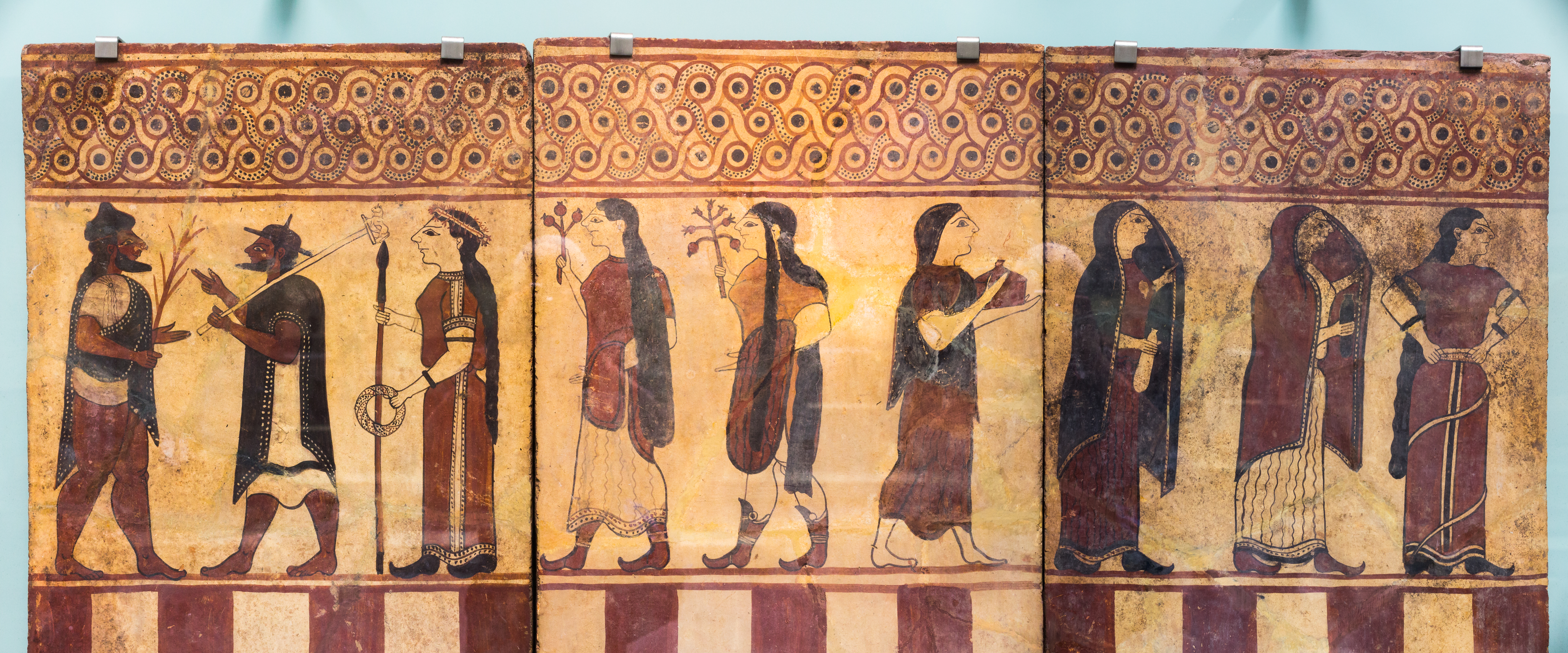
Paride riceve Hermes che guida Atena, Era e Afrodite, 560-550 AC.

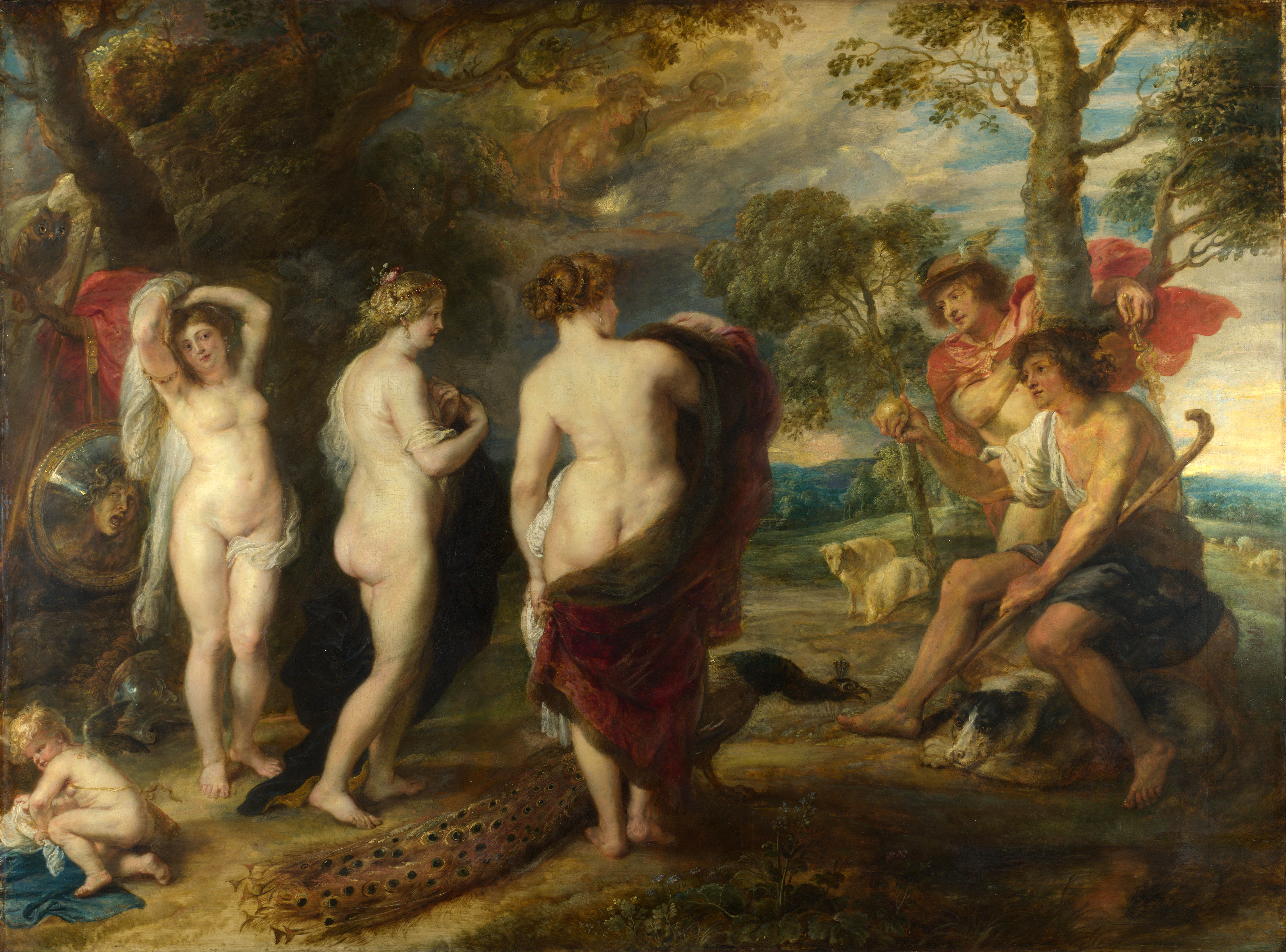
Giudizio di Paride, dipinto da Peter Paul Rubens intorno al 1638.

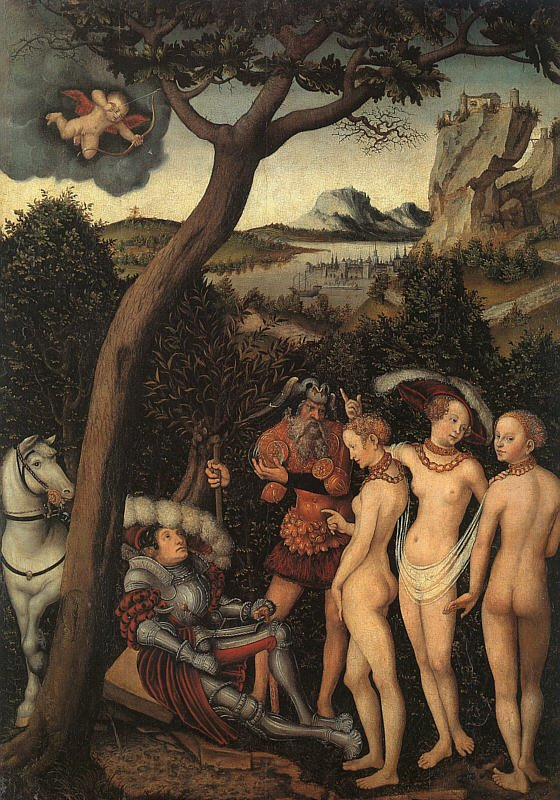
Il giudizio di Paride di Lucas Cranach il Vecchio (1485-1488).

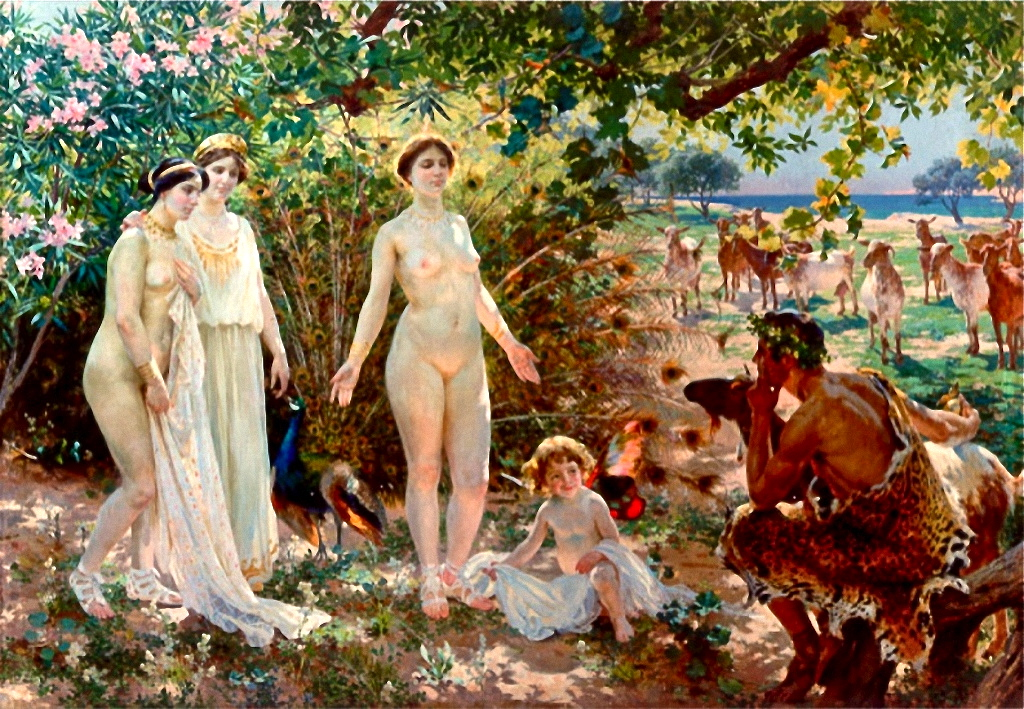
Il giudizio di Paride, dipinto da Enrique Simonet (1904).

Il Giudizio di Paride è un episodio nella mitologia greca e una delle cause della guerra di Troia.

## Racconto mitologico
Zeus allestì un banchetto per la celebrazione del matrimonio di Peleo e Teti, futuri genitori di Achille. Eris, la dea della discordia, non fu invitata e, irritata per questo oltraggio, raggiunse il luogo del banchetto e gettò una mela d'oro con l'iscrizione "alla più bella".
Le tre dee che la pretesero, scatenando litigi furibondi, furono Era, Atena e Afrodite. Esse parlarono con Zeus per convincerlo a scegliere la più bella tra loro, ma il padre degli dèi, non sapendo a chi consegnarla, stabilì che a decidere chi fosse la più bella non potesse essere che il più bello dei mortali, cioè Paride, inconsapevole principe di Troia, il quale era prediletto dal dio Ares.  
Ermes fu incaricato di portare le tre dee dal giovane troiano, che ancora viveva tra i pastori e conduceva al pascolo le pecore, e ognuna di loro gli promise una ricompensa in cambio della mela: Atena lo avrebbe reso sapiente e imbattibile in guerra, consentendogli di superare ogni guerriero; Era promise ricchezza e poteri immensi, tanto che a un suo gesto interi popoli si sarebbero sottomessi, e tanta gloria che il suo nome sarebbe riecheggiato fino alle stelle; Afrodite gli avrebbe concesso l'amore della donna più bella del mondo.
Paride favorì quest'ultima, scatenando l'ira delle altre due. La dea dell'amore aiutò quindi Paride a rapire Elena, moglie di Menelao, re di Sparta, e il fatto fu la causa scatenante della guerra di Troia.

## Rilettura allegorica nel Medioevo
Il giudizio di Paride fu un motivo molto amato nel Medioevo perché permetteva una interpretazione morale o tropologica delle diverse opzioni che si presentano all'uomo nella sua entrata nell'età adulta: la saggezza di Atena-Minerva rappresentava la vita contemplativa, le ricchezze di Era-Giunone la vita attiva, e l'amore di Afrodite-Venere la vita di piaceri.  È con questa funzione che l'episodio è raccolto, per esempio, nello Speculum doctrinale di Vincenzo di Beauvais.
Anche Raimondo Lullo riprende questo esempio, nell'Arbre exemplifical, ma lo rilegge in chiave completamente diversa e metafisica, parlando di come «il Cerchio, il Quadrato e il Triangolo si incontrarono in Quantità, che era la loro madre, la quale aveva un pomo d'oro e domandò ai suoi figli se sapevano a quale dovesse dare quel pomo d'oro».

## Iconografia
Il soggetto mitologico ha ispirato, fin dall'antichità, innumerevoli opere d'arte, tra le quali (in ordine cronologico):
- Olpe Chigi, ceramica greca policroma di Corinto di artista anonimo (intorno al 640 a.C.). Museo nazionale etrusco di Villa Giulia, Roma.
- Il giudizio di Paride, anfora etrusca del Pittore di Paride (anni 530 a.C.), Staatliche Antikensammlungen, Monaco di Baviera.
- Bassorilievi del pulpitum, nello teatro di Sabratha, al fine del II secolo
- Il giudizio di Paride, dipinto di Sandro Botticelli (1485-1488). Fondazione Giorgio Cini, Venezia.
- Giudizio di Paride, opera perduta di Raffaello (1514 circa), nota tramite un'incisione di Marcantonio Raimondi.
- Il giudizio di Paride, dipinto di Lucas Cranach il Vecchio (circa 1528).
- Il giudizio di Paride, dipinto di Michiel van Mierevelt (1588), Stoccolma.
- Giudizio di Paride, dipinto di Peter Paul Rubens (1638-1639?).
- Paesaggio classico montuoso con il giudizio di Paride, dipinto di Johannes Glauber[2] (fine XVII secolo).
- Il giudizio di Paride, dipinto di Anton Raphael Mengs (1757), San Pietroburgo.
- Giudizio di Paride, scultura in porcellana di Filippo Tagliolini (circa 1801), di cui si conoscono più esemplari.
- Il giudizio di Paride, dipinto di Enrique Simonet (1904).

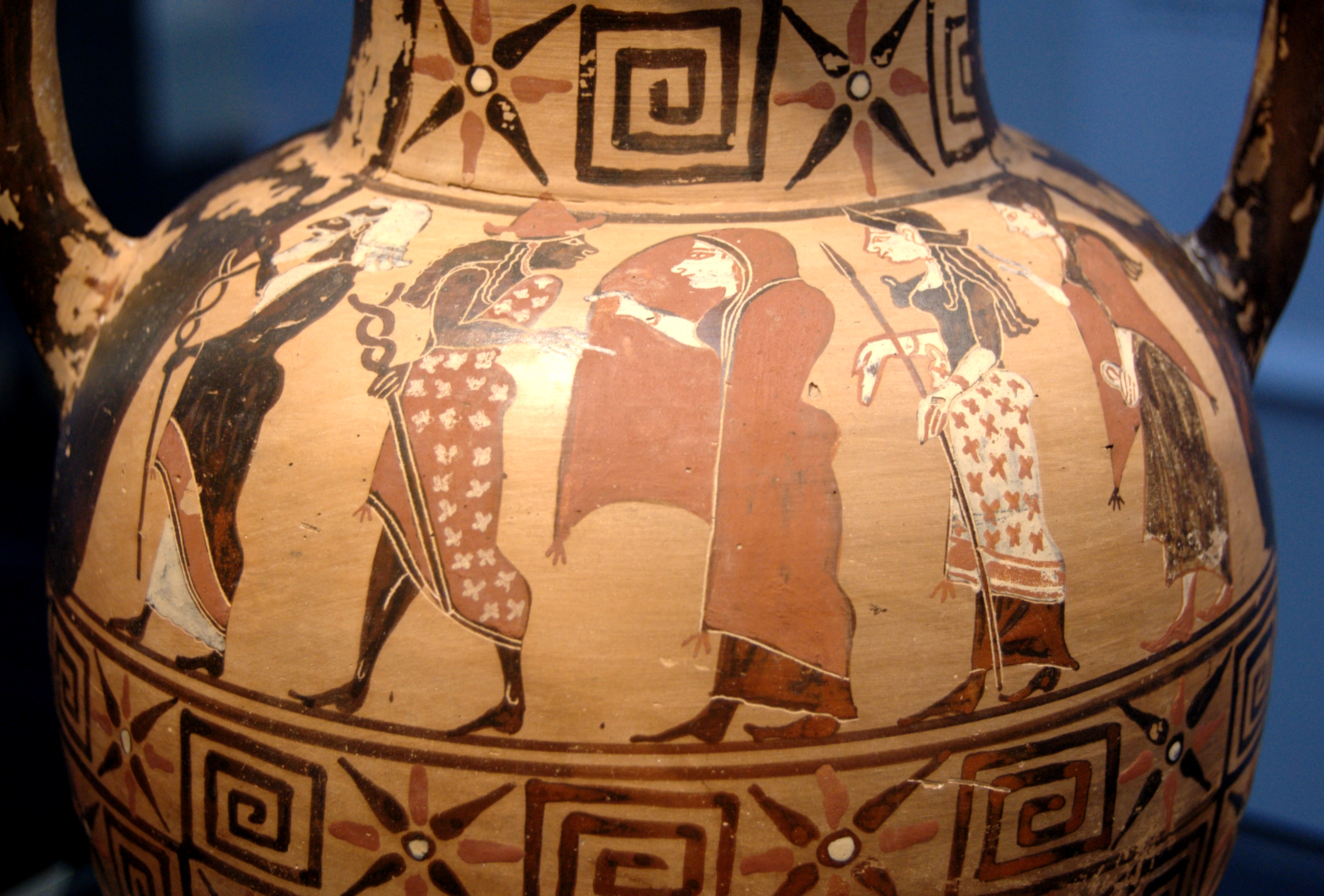
Il giudizio di Paride, anfora etrusca del Pittore di Paride (anni 530 a.C.), allo Staatliche Antikensammlungen di Monaco di Baviera.
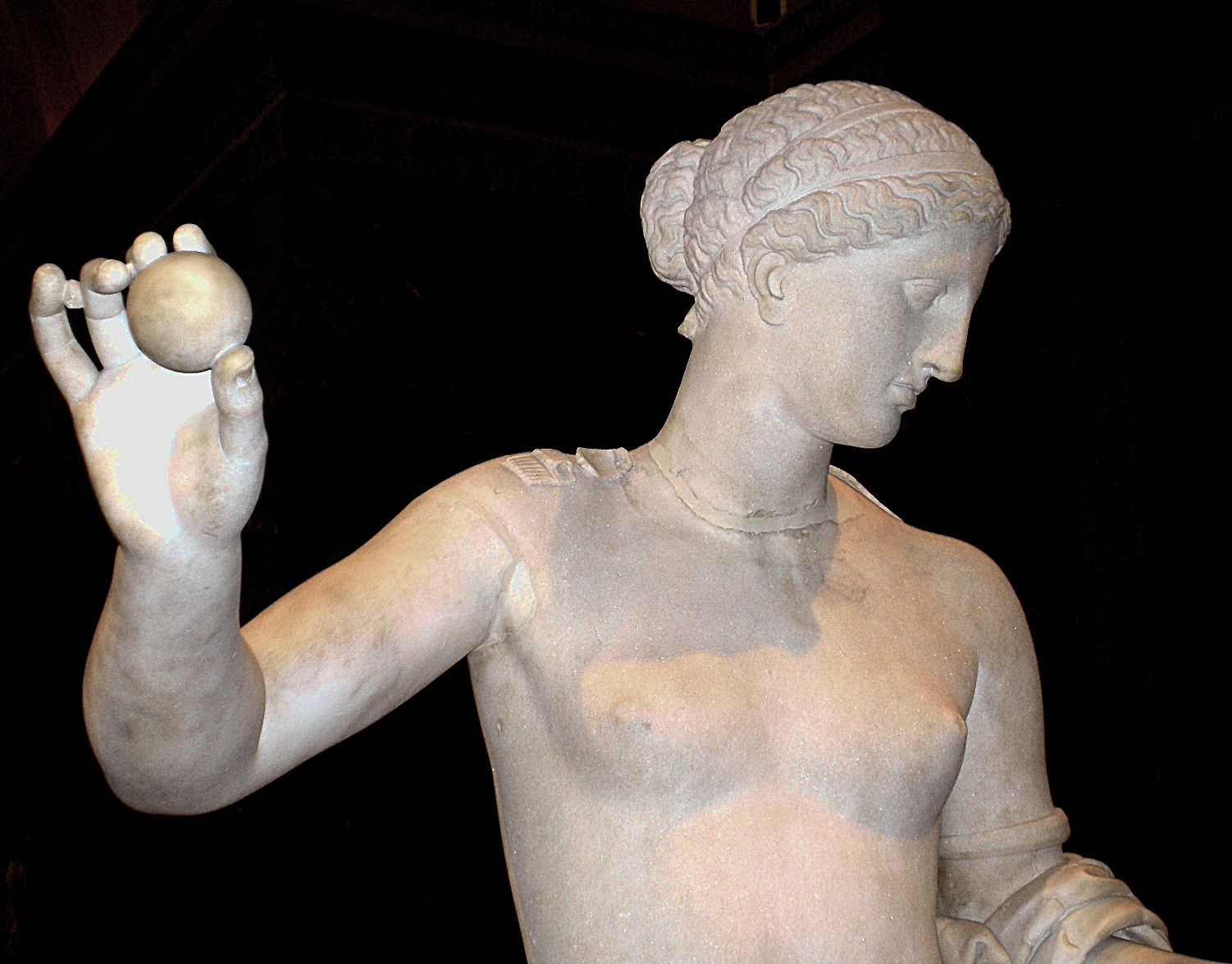
Venere brandisce il pomo della discordia. Copia romana di un originale greco, ma il pomo stesso è un'integrazione del XVII secolo. Museo del Louvre.
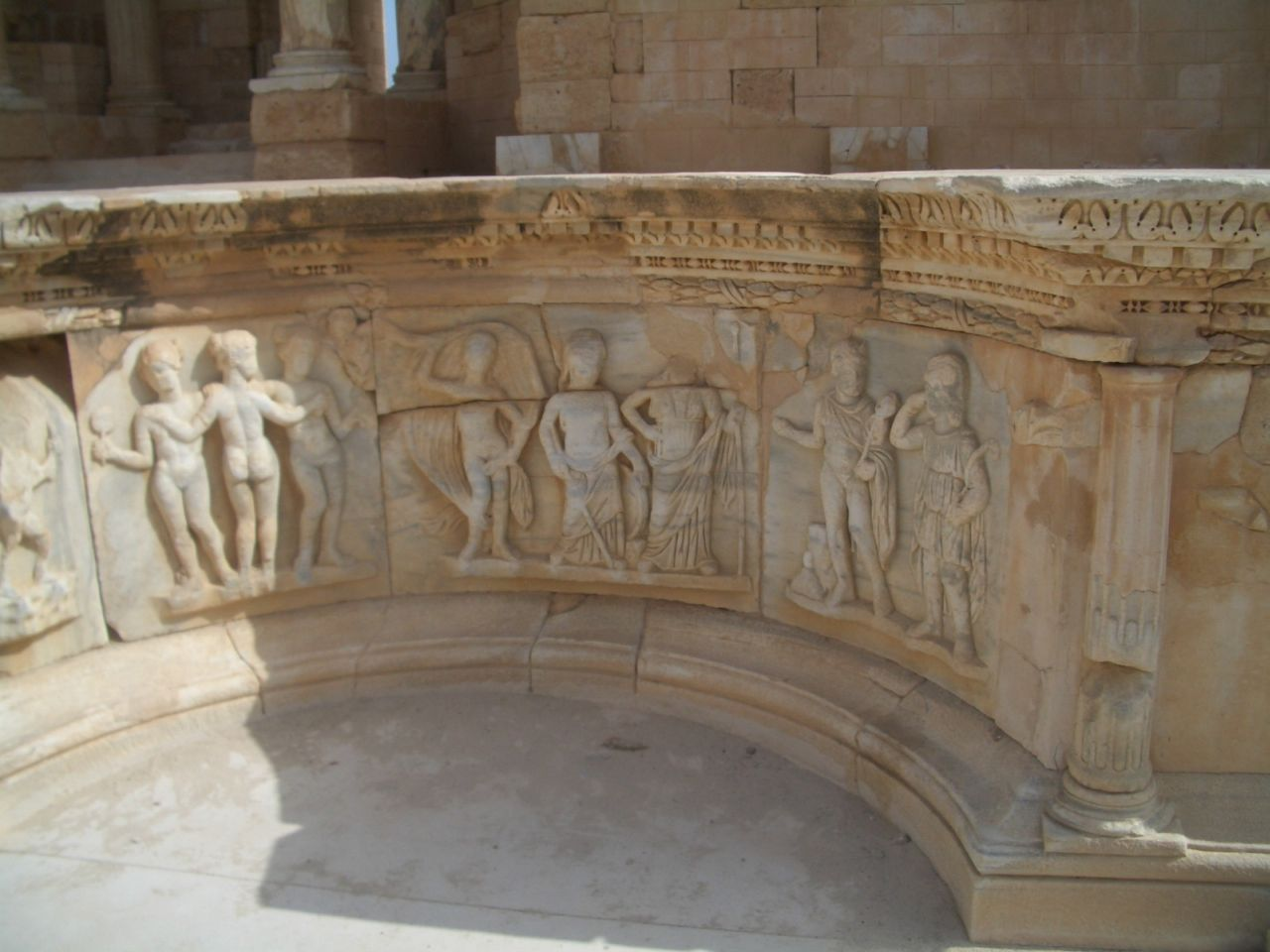
Bassorilievi del pulpitum, nello teatro di Sabratha (Libia), al fine del II secolo.
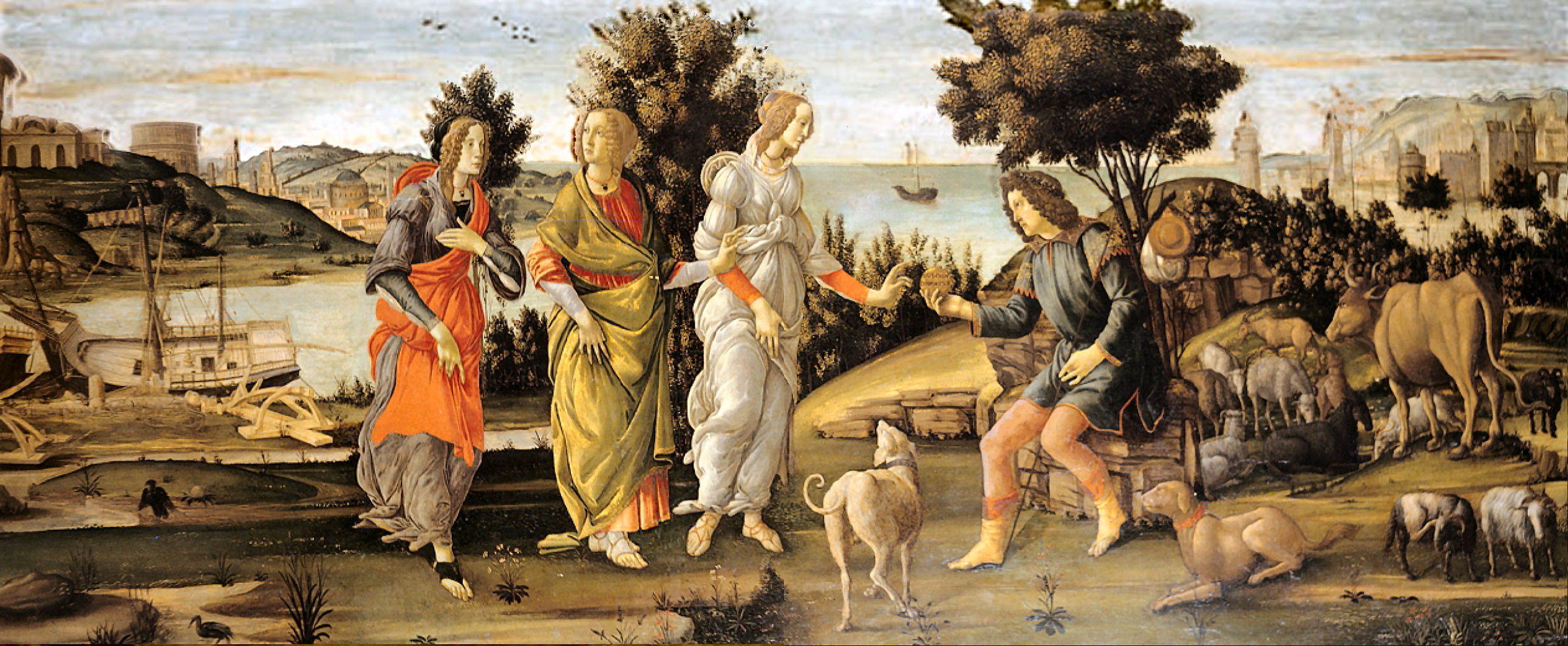
Il giudizio di Paride di Sandro Botticelli (1485-1488). Fondazione Giorgio Cini, Venezia.
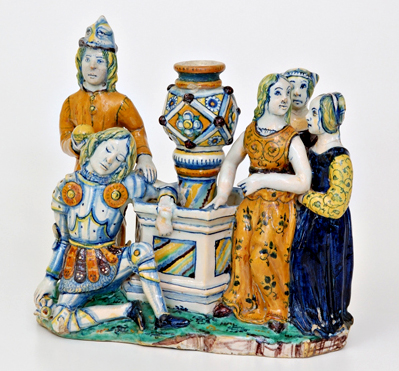
Calamaio in ceramica con la rappresentazione del Giudizio di Paride. Faenza, fine del XV secolo.
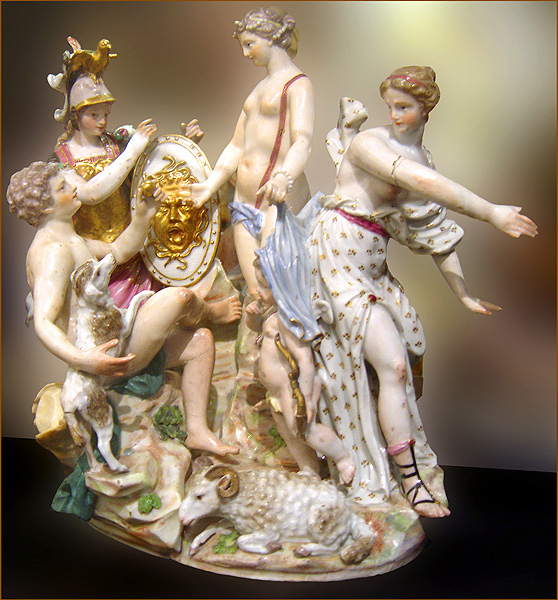
Giudizio di Paride, scultura in porcellana di Filippo Tagliolini (circa 1801).